# Anouck Clément
Anouck Clément (* 5. Januar 2001 in Dijon) ist eine französische Handballspielerin. Sie ist Mitglied der französischen Beachhandball-Nationalmannschaft.
In der Halle spielt sie auf der Position der Kreisläuferin, im Beachhandball auf der gänzlich entgegengesetzten Position der rechten Abwehrspielerin. Sie lebt in Lons-le-Saunier.

## Hallenhandball
Anouck Clément begann ihre Karriere beim Zweitligisten Palente Besançon Handball. 2019 wechselte sie zum Erstligaverein JDA Dijon Hand (Jeanne d’Arc Dijon Handball). In ihrer ersten Saison wurde sie mit ihrer Mannschaft Achte in der Zwölferliga. Seit dem Sommer 2022 spielt sie auf Leihbasis beim Ligakonkurrenten Mérignac Handball.

## Beachhandball
Nachdem Frankreich für mehr als zehn Jahre international nicht im Beachhandball aktiv gewesen war, wurden ab 2017 die Nationalmannschaften reaktiviert. Clément gehörte 2018 in Ulcinj der ersten französischen Mannschaft bei den Junioreneuropameisterschaften an. Nachdem das erste Spiel gegen Rumänien im Shootout gewonnen wurde, gab es Niederlagen gegen die Spitzenteams aus Portugal und Kroatien. Als Drittplatzierte Mannschaft ihrer Vorrundengruppe qualifizierten sich die Französinnen damit nur für die Platzierungsrunde für die Plätze neun bis 12. Hier wurde zunächst Italien im Shootout besiegt, anschließend gab es eine Niederlage im Shootout gegen Polen sowie eine Niederlage gegen Litauen. Somit schloss Frankreich das Turnier auf dem elften Platz ab. Clément kam in allen sechs Spielen zum Einsatz und erzielte dabei einen Punkt im Spiel gegen Polen.
2018 wurde Clément erstmals in die französische A-Nationalmannschaft berufen. Frankreich rückte bei der Weltmeisterschaft 2018 nach, da Afrika keinen Vertreter entsandt hatte. Gegen Polen, Uruguay und Taiwan wurden alle drei Vorrundenspiele verloren, die beiden Letzten im Shootout. Gleich im ersten Spiel erzielte sie ihre beiden einzigen Punkte im Turnierverlauf. Als Letzte ihrer Vorrundengruppe qualifizierte sich Frankreich nur für die Trostrunde. Gegen Mexiko, die USA und Australien wurden nun alle Spiele gewonnen. Auch das erste K.-o.-Spiel gegen Thailand wurde gewonnen, das folgende Spiel gegen Vietnam verloren. Das letzte Spiel um den elften Platz wurde gegen Mexiko gewonnen. Clément kam in allen neun Spielen zum Einsatz. Neben den zwei erzielten Punkten stehen auch drei Zeitstrafen in der Statistik.

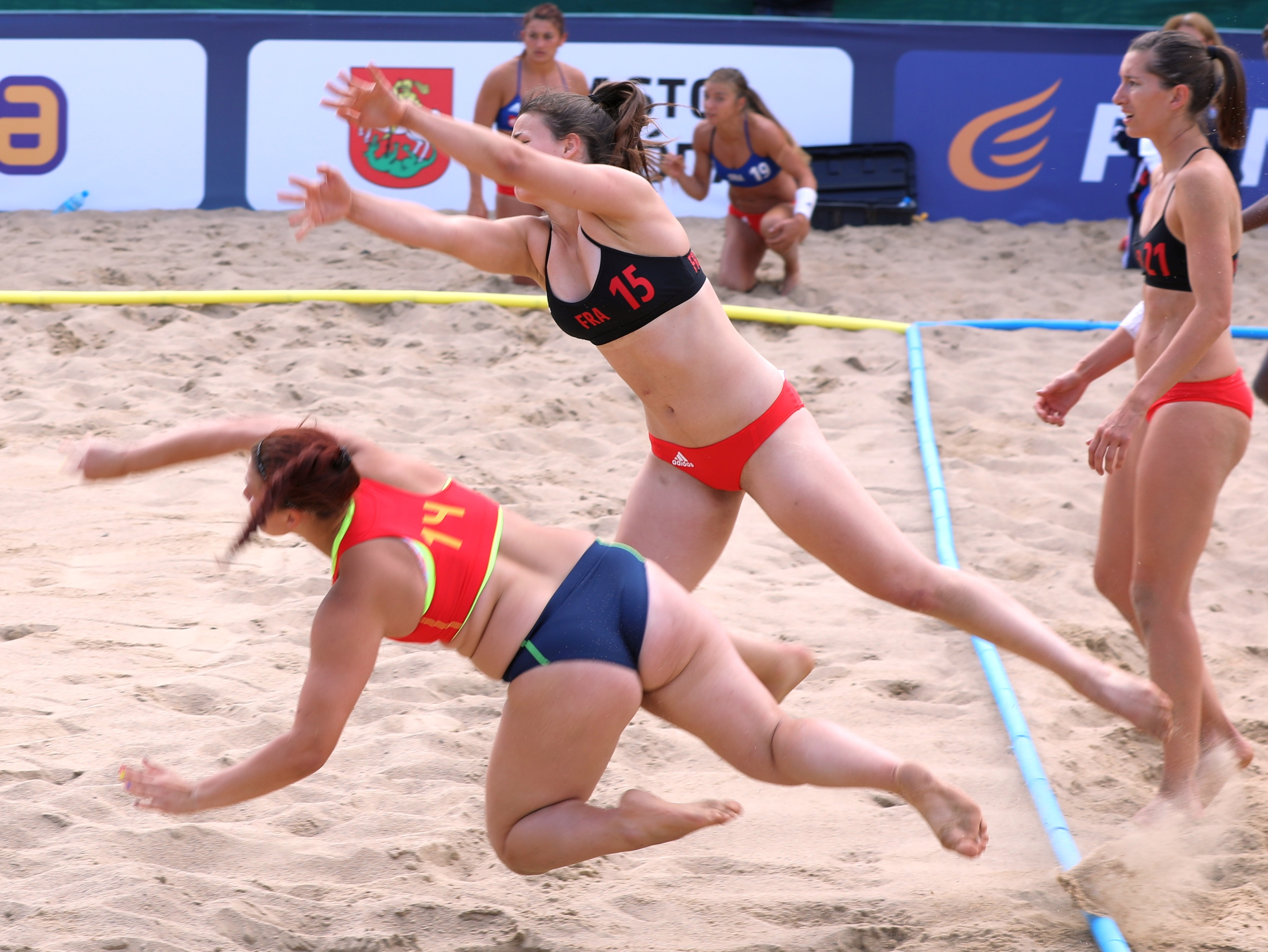
Clément versucht die Rumänin Diana Cristina Șamanț im Trostrundenspiel der EM 2019 am Torwurf zu hindern; Marion Limal (#21) kann nur noch zusehen

Bei den Europameisterschaften 2019 in Stare Jabłonki, Polen, gehörte Clément erstmals bei einer Europameisterschaft der französischen A-Nationalmannschaft an. Sie startete mit ihrer Mannschaft mit einer knappen Niederlage gegen die Portugiesinnen in das Turnier. Ihr zweites Spiel gegen Zypern gewannen sie überlegen, Clément wurde in diesem Spiel geschont und kam nicht zum Einsatz. Gegen die Titel-Mitfavoritinnen aus Ungarn gab es im dritten Spiel eine sehr knappe Niederlage, auch in diesem Spiel wurde Clément nicht eingesetzt. Auch das vierte Vorrundenspiel ihrer Gruppe verloren die Französinnen gegen Polen, wenn auch überaus knapp, mit je einem Punkt Rückstand in den beiden Durchgängen. Clément musste nach ihrer zweiten Zeitstrafe das Spiel vorzeitig beenden. Als Vorletzte ihrer Gruppe zogen die Französinnen in die Trostrunde ein. Hier konnten sie ihre drei Spiele gegen Russland knapp und gegen Rumänien und Slowenien deutlich gewinnen. Gegen Russland erzielte Clément ihre drei einzigen Punkte des Spiels. Bei den Platzierungsspielen verloren die Französinnen gegen die Gastgeberinnen aus Polen im Shootout. Erneut musste Clément das Spiel aufgrund zweier Zeitstrafen vorzeitig beenden. Das nächste Spiel gegen die Schweiz wurde im Shootout gewonnen. Auch das letzte Platzierungsspiel wurde gegen Italien klar gewonnen und Frankreich schloss das Turnier als 13. von 20 Mannschaften ab. Clément kam in acht der zehn Spiele zum Einsatz und erzielte drei Punkte, war mit vier Zeitstrafen sowie zwei Spielstrafen nach Julie Aspelund Berg, Ana Anđelić und Isabel Kattner aber auch eine der härtesten Spielerinnen des Turniers.

## Einzelbelege
1. ↑  bienpublic.com: JDA Dijon : quatre départs et une recrue au centre de formation, abgerufen am 16. Juli 2022
2. ↑  #Beach Handball Euro U18 - Une première pour les jeunes beacheurs. Abgerufen am 5. Januar 2021 (französisch).
3. ↑  European Handball Federation - 2018 Women's ECh Beach Handball 18 / Final Tournament. Abgerufen am 5. Januar 2021 (englisch).
4. ↑  Beach handball. Trois Franc-Comtoises retenues en équipe de France de beach handball. Abgerufen am 5. Januar 2021 (französisch).
5. ↑  BEACH HANDBALL - Anouck Clément - "Un été extraordinaire". In: Ligue de Bourgogne Franche-Comté. 26. Juli 2018, abgerufen am 5. Januar 2021 (französisch).
6. ↑  List of Kazan 2018 participants confirmed. Abgerufen am 5. Januar 2021 (amerikanisches Englisch).
7. ↑  European Handball Federation - 2019 Women's ECh Beach Handball / Final Tournament. Abgerufen am 18. November 2020 (englisch).

| Personendaten    | Personendaten                                     |
| ---------------- | ------------------------------------------------- |
| NAME             | Clément, Anouck                                   |
| KURZBESCHREIBUNG | französische Handball- und Beachhandballspielerin |
| GEBURTSDATUM     | 5. Januar 2001                                    |
| GEBURTSORT       | Dijon                                             |